# Operation Observant Compass
Die Operation Observant Compass ist eine Militäroperation des United States Africa Command, im Speziellen des Special Operations Command and Control Element - Horn of Africa (SOCCE-HOA), und des SOCAFRICA. Ziel der Operation ist es, die Lord’s Resistance Army (LRA) in der Zentralafrikanischen Region einzudämmen. Die US-Soldaten sollen dabei möglichst nicht selbst Offensiven gegen die LRA führen, sondern Militärs in den betroffenen Ländern ausbilden. Die Entsendung der ersten 100 Soldaten begann ab 2011. Stationiert waren sie im Counter-LRA Operations Fusion Center (COFC) in Obo, in der Zentralafrikanischen Republik, in Dungu, in der Demokratischen Republik Kongo, in Nzara, Südsudan, und in Entebbe, Uganda. Im Jahr 2014 wurden vier V-22 Ospreys mit zusätzlichen Tankflugzeugen für die Operation entsendet. Auch etwa 150 Soldaten des Air Force Special Operations Command waren nun Teil der Operation. Die zusätzlichen Kräfte sollen der Verlagerungen von Truppen, welche der Regional Task Force unterstellt sind, helfen. Auch hatten US-Soldaten Flugblätter produziert und abgeworfen, um LRA-Kämpfer zum Aufgeben zu bewegen. Ab 2017 zeichnet sich ein Ende des Einsatzes ab, weil die LRA deutlich an Gebieten und auch an Kämpfern verloren hat. So soll die Anzahl der Kämpfer unter 100 gesunken sein. Im April 2017 wurde die Operation dann tatsächlich beendet.